# Maison Fábián
La Maison Fábián (en hongrois : Fábián-ház) est un édifice situé dans le 13e arrondissement de Budapest. 